# Clima della savana

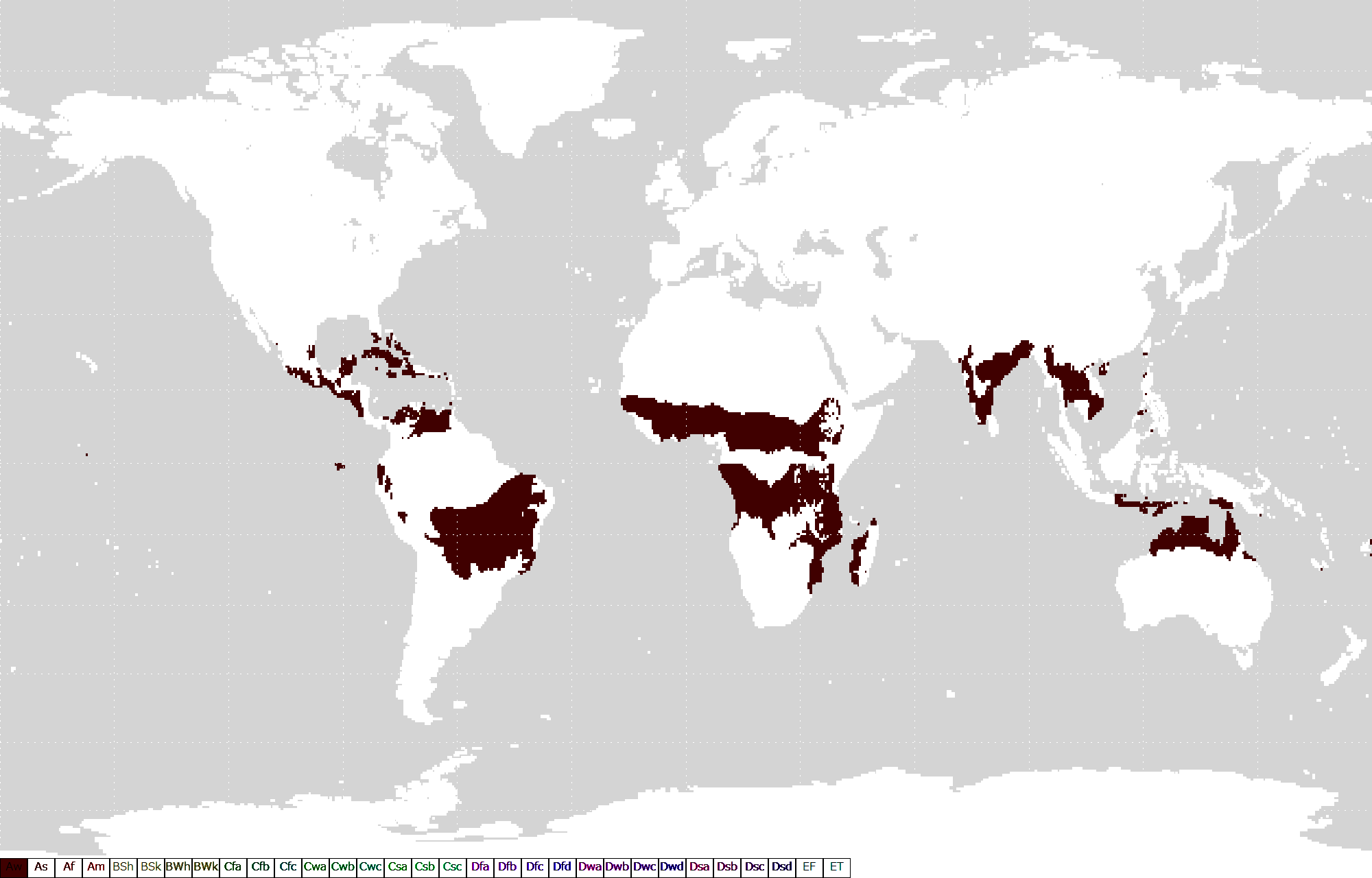
Zone della Terra caratterizzate dal clima della savana (stagione secca durante il periodo di minor insolazione e giornate più corte)

Il clima della savana, Aw secondo la classificazione climatica di Köppen, è un clima tropicale.

## Descrizione
Il clima della savana è caratterizzato da due stagioni ben definite, la stagione umida e la stagione secca, entrambe della durata approssimativa di 6 mesi.
La prima comporta piogge intense e durature per molti giorni, con frequenti temporali e rari giorni senza fenomeni, simile al clima tropicale. La seconda invece è molto secca, con piogge quasi assenti, simile al clima desertico. Le piogge si distribuiscono caratteristicamente in corrispondenza del passaggio del Sole allo Zenit e perciò si chiamano piogge zenitali: all'Equatore i periodi di massima intensità precipitativa vengono ad unirsi.
Le temperature sono sempre abbastanza elevate (superiori generalmente ai 21-22 °C), ma le escursioni termiche sono decisamente maggiori rispetto al clima equatoriale durante il giorno raggiungono temperature elevate mentre durante la notte possono scendere di più.

### Flora
Questo clima favorisce la crescita di erba folta e rigogliosa. La scarsità delle piogge, i devastanti incendi e la presenza di grandi erbivori, causano assieme la riduzione di alberi ed arbusti con una chioma importante. Nella flora è frequente incontrare i baobab, le acacie a ombrello acacia tortilis e acacia xanthophloea, le euforbie. 

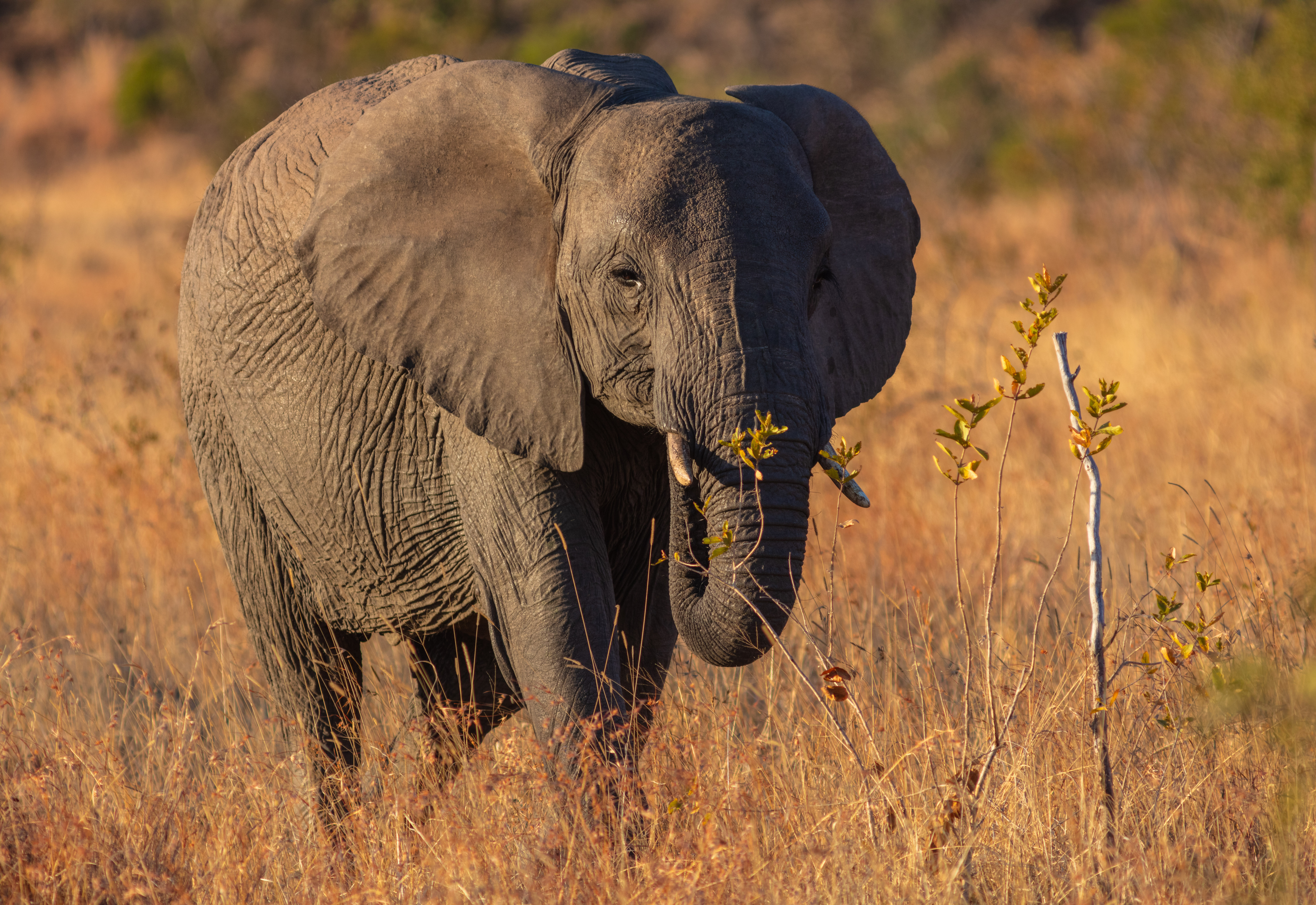
Un esemplare d'elefante.

### Fauna
Nella savana vivono un innumerevole quantità di specie animali, tra cui i grandi erbivori (elefanti, giraffe, zebre, bufali, etc.) che trovano protezione principalmente nel branco, mentre i più piccoli nascondendosi nell'erba alta.Ci sono anche carnivori (leoni,leopardi,etc.)

### Clima della savana con stagione secca invertita

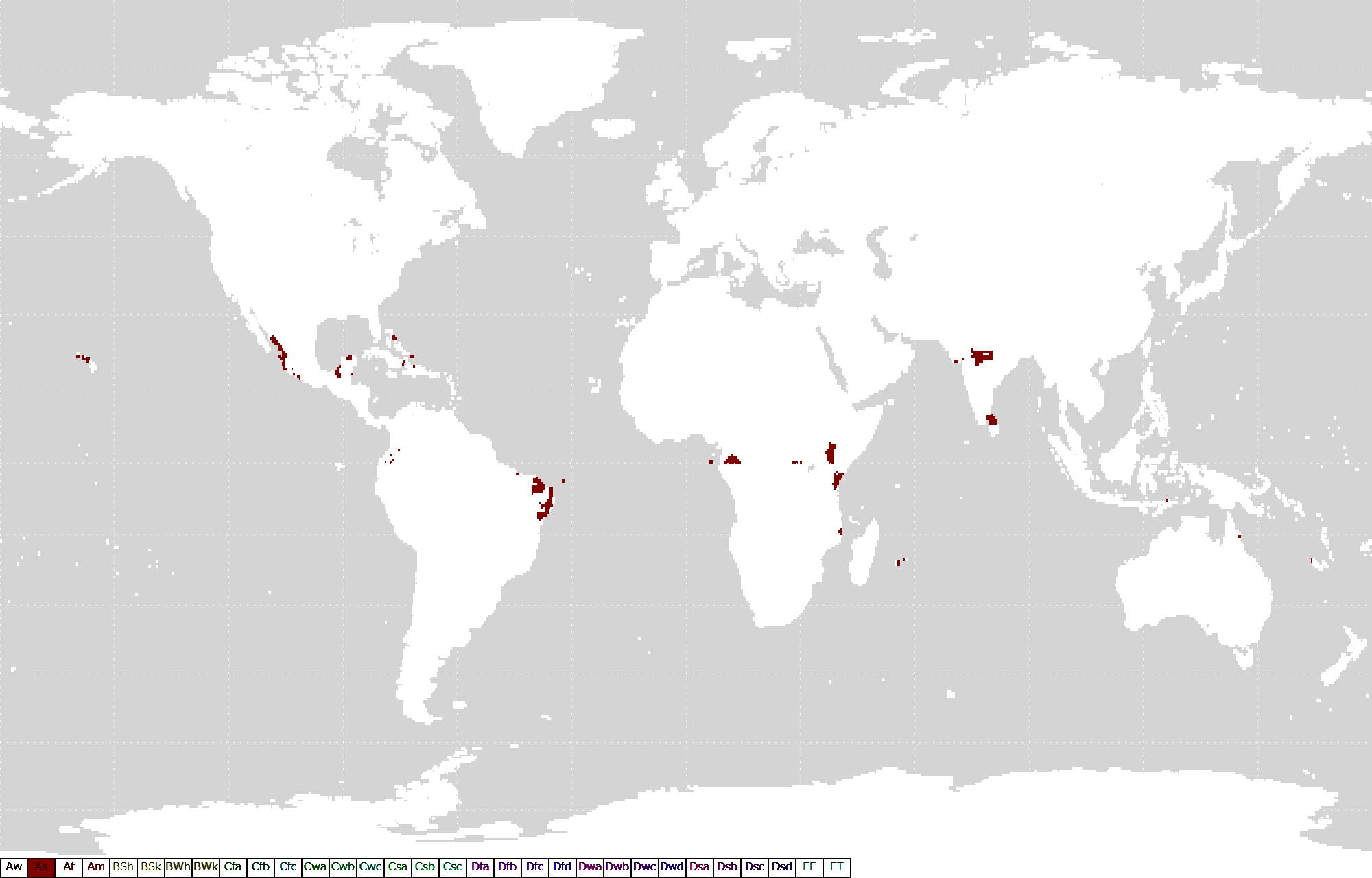
Zone della Terra caratterizzate dal clima della savana (stagione secca durante il periodo di maggior insolazione e giornate più lunghe)

In alcune aree ristrette, la stagione secca si presenta durante il periodo di maggior insolazione e giornate più lunghe. È il caso di parte delle isole Hawaii, di alcune zone del Kenya e dello Sri Lanka, nei quali casi si usa talvolta la sigla As. 
Nella maggioranza delle zone tropicali  che hanno un'alternanza tra stagione secca e calda, la stagione secca si presenta durante il periodo in cui i raggi solari sono più bassi e le giornate più corte, a causa dell'ombra pluviometrica durante il periodo di massima insolazione.